# SIG/BBC Em 2/2
Die BBC/SIG Em 2/2 ist eine dieselelektrische Rangierlokomotive für Anschlussgleise. Sie wurde durch Brown Boveri (BBC) in Zusammenarbeit mit der Schweizerischen Industriegesellschaft Neuhausen am Rheinfall (SIG) entwickelt und ab 1959 in Betrieb gestellt. Bis 1967 konnten allerdings nur neun Exemplare abgesetzt werden, davon drei für den Eigenbedarf von BBC, drei an Anschlussgleisbesitzer und drei an Privatbahnen.

## Geschichte
Als Nachfolgemodell der 1953/54 von BBC gemeinsam mit der SLM entwickelten dieselelektrischen Em 2/2, die dann durch die SBB als SBB Tm III 901–924 beschafft wurde, lancierte BBC nun zusammen mit dem Wagenbauer SIG die dieselelektrische Rangierlokomotive Em 2/2. Aufgrund der höheren Leistung wurden sie bewusst als Lokomotiven und nicht als Traktoren bezeichnet. Dies war auch insofern gerechtfertigt, als die Lok bei einigen Privatbahnen auch im Streckendienst zum Einsatz kam.
Nach der Inbetriebnahme von zwei Lokomotiven bei BBC im Birrfeld und in Baden 1959/60 konnte die erste Lokomotive an die Sodafabrik Zurzach verkauft werden. 1961 erwarb die Stadt Bern eine Lokomotive für die starke Steigungen (35 ‰) aufweisende Gaswerkbahn der Stadt Bern und die Wohlen-Meisterschwanden-Bahn (WM) die Em 2/2 101 zur Bewältigung des ansteigenden Güterverkehrs. Die nächste Lokomotive wurde erst 1964 geliefert, wiederum an BBC selbst. Danach folgte jedes Jahr noch je eine Lokomotive. 1965 die Em 2/2 1 der Sursee-Triengen-Bahn (ST), die eine leicht höhere Maximalgeschwindigkeit erreichte und anfänglich auch im Personenverkehr eingesetzt wurde. 1966 erhielt die WM die zweite Lokomotive Em 2/2 102 und 1967 konnte noch eine Lokomotive an Roche in Sisseln geliefert werden.
Während die an Privatbahnen gelieferten Lokomotiven Nummern erhielten, trugen die Anschlussgleis-Lokomotiven nur Namen. Im Laufe der Jahre erhielten alle Lokomotiven Namen. Diese blieben auch bei Halterwechseln die gleichen und erlauben die sichere Identifizierung der neun Lokomotiven.
Die Lokomotiven waren fertigungstechnisch aufwändig, aber von hoher Qualität, was sich darin zeigt, dass von den neun Lokomotiven deren acht immer noch in Betrieb sind. Der Qualität entsprechend war auch der Preis, der 1965 bei 450'000 Franken lag. Das war mehr als das Doppelte, das für einen der ab 1970 in Betrieb gekommenen, leistungsstärkeren SBB Tm IV zu bezahlen war und erklärt auch die geringe Stückzahl.

## Technik
Die Lokomotiven erhielten einen Saurer-Sechszylinder-Dieselmotor des Typs SD mit einer Stundenleistung von 330 PS (243 kW). An sich wäre es möglich gewesen, einen BBC-Abgasturbolader einzubauen (440 PS (324 kW)) und eine Ladeluftkühlung (500 PS (368 kW)). Davon wurde aber kein Gebrauch gemacht.
Der Dieselmotor treibt einen BBC-Gleichstrom-Generator des Typs 506c an, der auf 1400 A und 950 V bei 1500/min ausgelegt ist. Damit werden die beiden in Serie geschalteten, fremdventilierten Tatzlagermotoren angetrieben.

## Verwandte Bauart

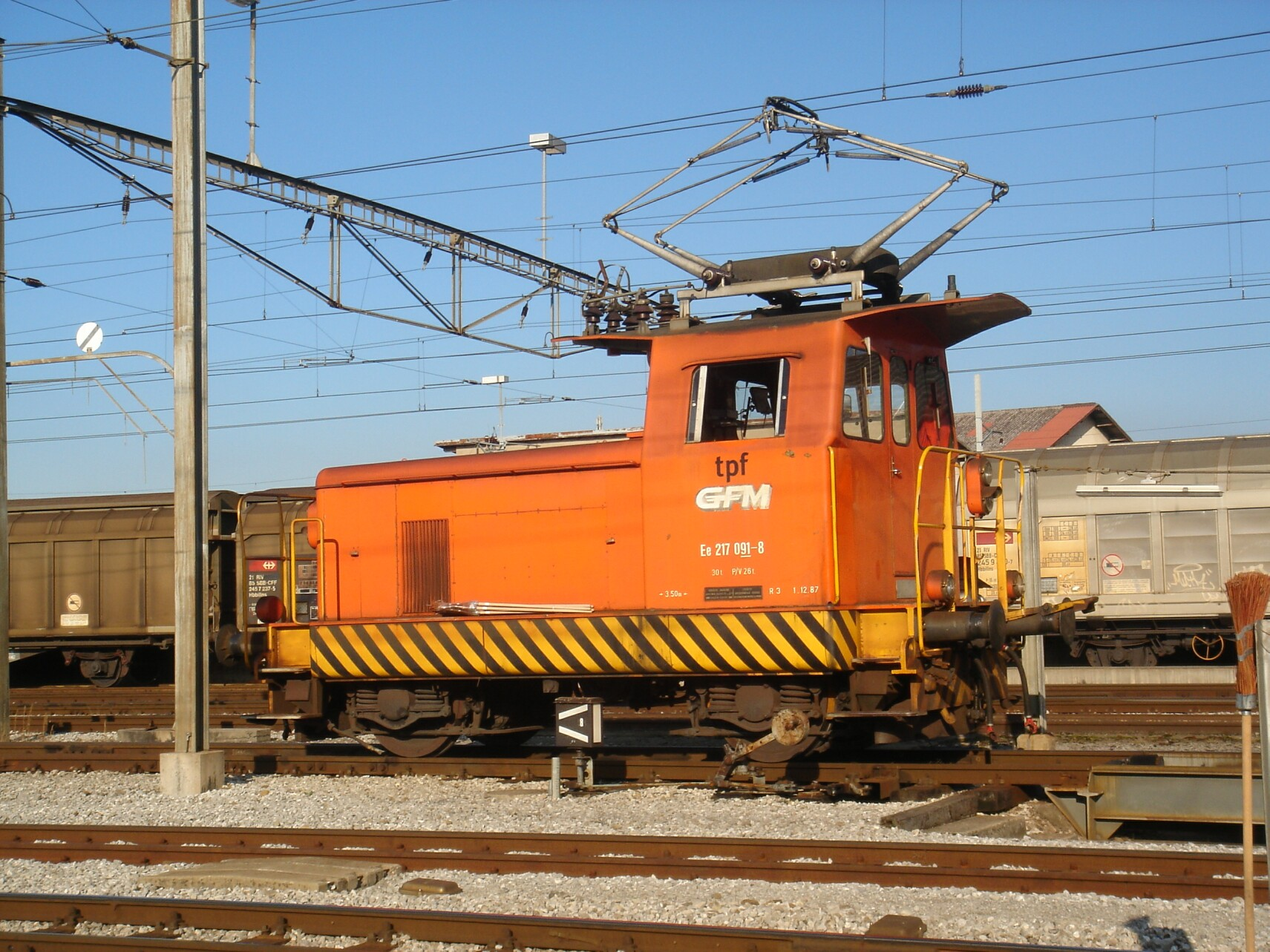
Die mechanisch aus den Dieselloks abgeleitete elektrische Lok, hier als Ee 2/2 217 091 der tpf im Rangierdienst in Bulle.

Auf der Basis des mechanischen Teils von SIG wurden auch drei elektrische Rangierlokomotiven gefertigt. Diese erhielten aber, bei gleicher Gesamtlänge, auch an der Führerstandsseite eine vollwertige Plattform für das Rangierpersonal und die Führerstandstür ist auf dieser Seite. Die erste Lokomotive wurde von den Freiburger Bahnen 1960 beschafft, um die für den geplanten Umbau des Triebwagens 154 beschaffte elektrische Ausrüstung sinnvoll verwenden zu können. Zehn Jahre später beschaffte die mit Gleichstrom elektrifizierte Orbe–Chavornay-Bahn (OC) zwei Loks, die aber von MFO elektrisch ausgerüstet wurden.

## Lieferliste

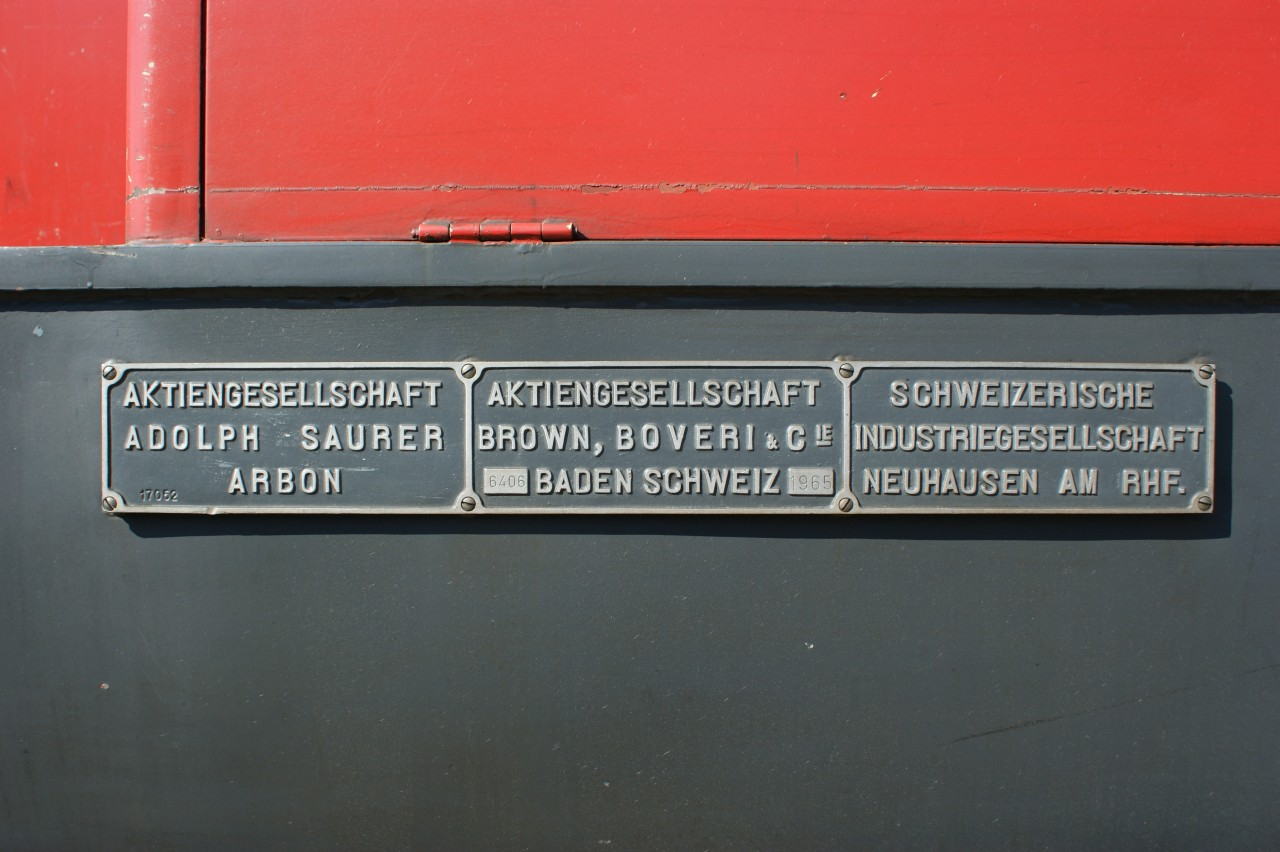
Fabrikschild der ST Em 2/2 1

| Name      | Inbetrieb- setzung | erster Eigentümer  | heutiger Eigentümer | Nummer                   | TSI-Nummer       | Fabriknr. | Bemerkungen                                                                                |
| --------- | ------------------ | ------------------ | ------------------- | ------------------------ | ---------------- | --------- | ------------------------------------------------------------------------------------------ |
| FRITZ     | 18.12.1959         | BBC                | CH-SERSA            | Tm 237 953-5             | 98 85 5238 501-1 | BBC 6088  | 1989 verkauft an Sersa                                                                     |
| EMIL      | 25.03.1960         | BBC                | Kaufmann Thörishaus | (Tm 237 928-7)           | (98 85 5238 502) | BBC 6089  | 2003 verkauft an Karl Kaufmann AG (keine Nummer angeschrieben, noch als Em 2/2 bezeichnet) |
| ANTONIO   | 08.07.1960         | Sodafabrik Zurzach | –                   | Tm 236 010               | (wäre 238 503)   | BBC 6130  | 1973 verkauft an BT, 1996 verkauft an Metrag, 2003 bei Sersa abgebrochen                   |
| MUTZ      | 10.05.1961         | Stadt Bern         | CH-ZMB (bei SZU)    | Tm 236 507-0             | 98 85 5238 507-8 | BBC 6149  | 1969 verkauft an Sihltalbahn                                                               |
| ERICH     | 30.05.1961         | WM                 | CH-SERSA            | Em 2/2 101, Tm 237 914-7 | 98 85 5238 508-6 | Sr 17052  | Die Lok trägt keine BBC-Fabrik-Nr, nur eine Nummer von Saurer                              |
| WALTER    | 1964               | BBC                | CH-BTCH             | Tm 237 905-5             | 98 85 5238 505-2 | BBC 6405  | mit dem Werk Oerlikon an Bombardier übergegangen                                           |
| Lisi      | 16.03.1965         | ST                 | CH-ST               | Em 2/2 1                 | 98 85 5238 506-0 | BBC 6406  |                                                                                            |
| Madeleine | 07.02.1966         | WM                 | CH-SERSA            | Em 2/2 102, Tm 237 897-4 | 98 85 5238 509-4 | BBC 7640  | 1968 verkauft an BD, 1994 verkauft an Benkler, Villmergen (seit 2010 Sersa), 2016 an DSF   |
| FRIDOLIN  | 09.03.1967         | Roche Sisseln      | CH-SERSA            | Tm 237 907-1             | 98 85 5238 504-5 | BBC 7701  | trug vorübergehend Nr. 98 85 5 237 907-1                                                   |
|           | 1960               | GFM                | CH-TPF              | Ee 2/2 91, Ee 217 091-8  | 97 85 1217 091-8 | BBC 6127  |                                                                                            |
|           | 1970               | OC                 | CH-TVYS             | Ee 2/2 1                 | 97 85 1217 001-7 | (MFO)     | Bezeichnung Ee 927 601 war vorgesehen, nie angeschrieben                                   |
|           | 1970               | OC                 | CH-TVYS             | Ee 2/2 2,                | 97 85 1217 002-5 | (MFO)     | 2021 abgebrochen, Bezeichnung Ee 927 602 war vorgesehen, nie angeschrieben                 |